# Westerse esoterie

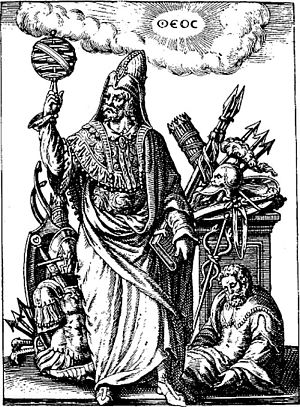
Afbeelding van Hermes Trismegistus. In de middeleeuwen werd een reeks geschriften aan hem toegeschreven, bekend onder de naam Hermetica. Deze teksten, zoals de Smaragden Tafel en het Corpus Hermeticum, vormen de kern van de esoterische wetenschappen

Westerse esoterie is een vakgebied binnen de geesteswetenschappen dat onderzoek verricht naar uiteenlopende stromingen uit de westerse cultuurgeschiedenis. Deze stromingen hebben gemeen dat ze door de heersende religieuze en academische instellingen werden verworpen als legitieme bronnen van kennis; door religie als ketters, door de wetenschap als irrationeel. Daartoe behoren onder meer gnostiek, hermetica, alchemie, astrologie, magie, theosofie, mystiek en het moderne occultisme. Het vakgebied ontstond eind 20e eeuw.
Aan deze esoterische stromingen werd vroeger gerefereerd als occultisme, maar die benaming is in het wetenschappelijk discours niet langer gebruikelijk. De benaming westerse esoterie suggereert dat er naast een westelijke esoterie ook een oostelijke esoterie zou zijn, maar dat is niet zo. Dezelfde term wordt ook wel in engere zin gebruikt en slaat dan op een diffuse verzameling geschriften over het paranormale, occulte wetenschappen, exotische wijsheidstradities en dergelijke.
Als wortels van westerse esoterie kunnen ruwweg vier filosofisch-religieuze tradities worden onderscheiden: neoplatonisme, gnosticisme, hermetisme en kabbala, en de traditionele wetenschappen astrologie, magie en alchemie. Vooral neoplatonisme en hermetisme vormden de inspiratie voor latere stromingen zoals rozenkruisers, christelijke theosofie, het 19e-eeuwse occultisme, spiritisme, de 20e-eeuwse new agebeweging en andere vormen van moderne alternatieve spiritualiteit. Esoterische ideeën zijn doorgedrongen in westerse filosofie, religie, pseudowetenschap, kunst en populaire cultuur.
De eerste pogingen om te komen tot een wetenschappelijke constructie die de verworpen stromingen uit het westers gedachtegoed bundelt werden eind 17e eeuw ondernomen. Sinds eind 20e eeuw zijn de invloed van westerse esoterie en de ideeëngeschiedenis ervan onderwerp van academische studie geworden. Het interdisciplinair onderzoek concentreert zich op de geschiedenis van de westerse esoterie vanaf de renaissance tot heden, met ook aandacht voor de wortels ervan in de laatantieke cultuur.

## Westerse esoterie als wetenschappelijke constructie
Dat de term esoterie zo moeilijk te definiëren is, heeft er alles mee te maken dat het een constructie is, die nu als parapluterm voor sterk uiteenlopende stromingen wordt gehanteerd. Wouter Hanegraaff geeft een historische verklaring voor het ontstaan van deze categorie. Hij stelt dat het verhaal van de constructie van esoterie begint in de renaissance bij de Florentijnse humanisten, die dachten op het spoor te zijn van de ultieme bron van eeuwige wijsheid: de "Philosophia perennis". Deze (goddelijke) wijsheid zou volgens hen doorgegeven zijn door antieke filosofen als Plato, Plotinus en Hermes Trismegistus.
In de tweede helft van de 17e eeuw zetten Duitse theologen echter de aanval in tegen dit invloedrijke verhaal, dat inging tegen de christelijke leer. Hun uiteindelijke doel was om de christelijke theologie te 'zuiveren' van heidense fouten. Hierdoor kwamen stromingen zoals het antieke platonisme, kabbalisme, gnosis, hermetisme en alchemie terecht in wat Hanegraaff een soort "afvalmand van verworpen kennis" noemt. Hetzelfde lot ondergingen renaissancehumanisten als Marsilio Ficino en Pico della Mirandola met hun verdachte verhaal over de antieke bron van wijsheid. Zonder het bewust te willen, hadden deze theologen een nieuwe categorie gecreëerd die nu bekendstaat als "esoterie". Allerlei stromingen en figuren, die soms weinig gemeen hadden met elkaar, kwamen hierin terecht omdat men oordeelde dat ze deel uitmaakten van een soort 'tegentraditie'.
Tijdens de verlichting verwierpen historici net als de Duitse theologen de esoterische denkbeelden, niet omdat ze onverenigbaar waren met de christelijke leer, maar omdat ze irrationeel waren. Het resultaat, zo zegt Hanegraaff, is de (constructie van) de wetenschapsgeschiedenis zoals we die nu kennen. Een nog radicaler constructivistische opvatting is te vinden bij de Duitse religiewetenschapper Kocku von Stuckrad: hij is van oordeel dat het enige dat vormen van wat nu esoterie heet gemeenschappelijk hebben, het feit is dat ze verworpen zijn door moderne opvattingen.

## Wetenschappelijke omschrijving
Belangrijke pioniers die de rol en betekenis van de verschillende esoterische stromingen binnen de westerse culturele en intellectuele geschiedenis onderzochten, waren Antoine Faivre en Wouter Hanegraaff. In hun publicaties over de methodologie van de westerse esoterie beschreven zij wat volgens hen de kenmerken zijn van esoterie.

### Antoine Faivre
De Franse esoterie-onderzoeker Antoine Faivre gaf als eerste een systematische beschrijving van esoterie. Zijn studie van de overeenkomsten tussen neoplatonisme, hermetisme en kabbala tijdens de renaissance, samen met astrologie, alchemie en magie, bracht hem ertoe om aan esoterische spiritualiteit vier fundamentele kenmerken toe te kennen:
1. Correspondentie (overeenstemming) van het natuurlijke en bovennatuurlijke:[n 1] alles binnen de natuur – mensen, dieren, planten, sterren, gemoed en geest, enzovoort – wordt in esoterische teksten beschreven als onderling verbonden via analogieën en overeenkomsten; de mens kan leren deze overeenkomsten te zien en zo toegang krijgen tot het natuurlijke en het bovennatuurlijke om deze te manipuleren of om zijn inzicht te verhogen (zie microkosmos en macrokosmos, synchroniciteit)
2. De natuur als levende entiteit: de hele kosmos wordt beschouwd als bezield (vgl. de Wereldziel), een meervoudig, complex geheel waarbinnen een strenge hiërarchie heerst.[n 2]
3. Het mechanisme van verbeelding: verbeelding is een macht waarmee toegang kan worden verkregen tot werelden en niveaus van werkelijkheid tussen de materiële wereld en het goddelijke. Faivre spreekt hier over "een orgaan van de ziel".
4. Innerlijke beleving: kennis wordt niet om de kennis zelf nagestreefd, maar als middel om de mens te verheffen, en zelfs te transmuteren.

Daarnaast onderscheidt Faivre nog twee 'secundaire' karakteristieken, die vaak, maar niet noodzakelijk, voorkomen:
1. Overeenstemmende praktijken en bron: het idee dat alle esoterische tradities (bijvoorbeeld neoplatonisme, hermetisme en kabbala) ontsproten zijn uit een gemeenschappelijke, primordiale[n 3] spirituele bron.
2. Overdracht: via een systeem van overdracht, van geïnitieerde tot meester, wordt de totale kennis van esoterische leerstellingen binnen de groep zo goed mogelijk verspreid. Dit proces is geritualiseerd.

### Wouter Hanegraaff
Wouter Hanegraaff, hoogleraar in de geschiedenis van de hermetische filosofie aan de Universiteit van Amsterdam, onderscheidt vijf betekenissen die westerse esoterie in verschillende contexten kan hebben:
1. als synoniem voor "het occulte" (het paranormale, de occulte wetenschappen, verschillende wijsheidstradities, New Age-spiritualiteit, enzovoorts); dit is de betekenis die eraan wordt gegeven door uitgevers en schrijvers van populaire esoterische boeken;
2. als aanduiding van een geheim leerproces dat alleen toegankelijk is voor ingewijden;
3. als object en domein van studie binnen vergelijkende religiestudies; in deze betekenis verwijst het naar de visie dat de religieuze tradities één metafysische waarheid of oorsprong delen waaruit alle esoterische en exoterische kennis is gegroeid: de 'Philosophia perennis';
4. als synoniem voor gnosis; Hanegraaff zegt hierover dat het in deze context om verschillende religieuze fenomenen gaat die eerder de nadruk leggen op ervaringsgerichte dan op rationele en dogmatische manieren van weten;
5. als containerbegrip voor een complex van onderling samenhangende stromingen en tradities vanaf de vroegmoderne periode; in deze betekenis liggen de historische oorsprong en het fundament van westerse esoterie in het syncretische fenomeen van het renaissance-'hermetisme' in de brede zin van het woord.

De vijfde betekenis omschrijft volgens Hanegraaff het eigenlijke studiegebied van westerse esoterie.

## Geschiedenis

### Hellenisme
De westerse esoterische tradities zijn terug te voeren op denkwijzen uit het begin van de christelijke jaartelling, met name het hermetisme, het neoplatonisme en het gnosticisme. Deze denkbeelden zijn ontstaan uit een vermenging van filosofische en religieuze denkbeelden die plaatsvond in het hellenistische Egypte. Platonisme en stoïcisme werden getransformeerd tot een religieus wereldbeeld met eigen rituelen en mythes, waarin verlossing van de ziel door kennis (gnosis) centraal stond. Ook het Alexandrijnse jodendom was erop van invloed, via denkers als Philo van Alexandrië. Een van de belangrijkste manifestaties van deze filosofisch-religieuze hybridisatie was de Egyptisch-hellenistische traditie van het hermetisme.
Overigens was er niet één esoterisch wereldbeeld. Wat ze gemeen hebben, zijn de opvattingen over het goddelijke (spirituele) en de wereld (aarde), in een bezield universum. Tussen de lagere en hogere werelden of "sferen" treden wezens op, engelen (daimons), die de mens helpen om in bewustzijn hoger in de hiërarchie van werelden te klimmen. In een proces van sterven en herboren worden transmuteert de ziel en keert zij terug naar de hogere werelden.

#### Hermetisme

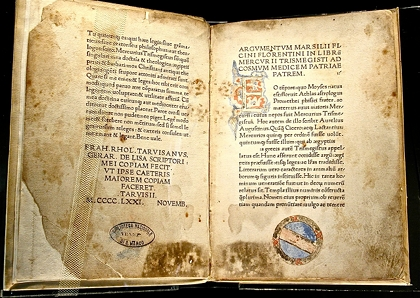
Corpus Hermeticum, eerste editie door Marsilio Ficino. Latijn, 1471.

De belangrijkste oude bronnen van het westers esoterisme zijn de hermetica, een reeks teksten uit de late oudheid toegeschreven aan Hermes Trismegistus. Het gaat om een in het Romeinse Alexandrië ontstane verzameling teksten over onder meer kosmologie, magie, astrologie en theosofie. Deze uiteenlopende collectie heeft het westers esoterisme in aanzienlijke mate vormgegeven. Een belangrijk onderwerp in het Corpus Hermeticum, en wat het ook "hermetisch" maakt, is de val van de mens in de materie en de uiteindelijke verlossing door hereniging met het goddelijke. De sleutelthema’s die in dit hermetisme voorkomen worden in latere esoterische stromingen overgenomen:
1. Zo Boven, zo Beneden: de menselijke geest weerspiegelt het universum.
2. Het universum is als een boek dat kan worden 'gelezen' door wie de sleutel kent (zie de kabbalistische levensboom).
3. God manifesteert zich in alles, en het menselijk intellect kan de tekens daarvan ontcijferen.
4. Elke vorm van dualisme ontbreekt, want de wereld is van goddelijke oorsprong.
5. Naar analogie met de alchemie streeft het hermetisme ernaar om op te stijgen vanuit aardse, grove materie naar het verfijnde spirituele.
6. De mensheid heeft de taak om zich met het hogere goddelijke te herenigen.
7. Het universum is samengesteld uit een hiërarchie van planetaire sferen die met de hulp van bemiddelende intellecten (engelen, geesten) kunnen worden verkend.
8. De mensheid kan helpen om de Aarde in haar oude glorie te herstellen doordat zij verbinding heeft met zowel de aardse als de goddelijke sfeer.
9. Hermetische verhandelingen vervullen de taak van gidsen om mensen bewust te maken van hun goddelijke oorsprong, en helpen hen bij hun geestelijke transmutatie.

#### Neoplatonisme
Een andere bron is het aan het hermetisme verwante midden- en neoplatonisme. Vanaf de 3e eeuw krijgen platonische denkbeelden dankzij Plotinus en zijn navolgers een nieuwe impuls en ontstaat het neoplatonisme. Latere neoplatonisten bouwden verder op Plotinus' denkbeeld dat het universum een groot, levend organisme is waarbij een gebeurtenis in een deel ervan een gelijkaardige (sympathische) reactie veroorzaakte in de andere delen. Bij hen verschoof de interesse naar theürgie, magische handelingen waarvoor kennis nodig was van rituelen en invocaties om in contact te treden met goden en spirituele entiteiten uit de verschillende delen van Plotinus' universum. Zij stonden daardoor mee aan de basis van de latere renaissancemagie en het moderne esoterisme. Religieuze teksten als de Chaldeïsche orakelen kregen in het latere neoplatonisme de status van 'heilige boeken'.

#### Gnosticisme
De derde belangrijke bron is de christelijke stroming van het gnosticisme. Deze dateert uit de eerste drie eeuwen van de christelijke jaartelling en stelt dat er een speciale soort kennis, gnosis, van God en de hogere werkelijkheid bestaat. Hoewel God onkenbaar blijft, zou verborgen kennis gehaald kunnen worden uit de manifestaties van God: volgens de gnostici ontspruiten vanuit de goddelijke eenheid de aeons, die samen een complexe metafysische structuur van de kosmos vormen. Het bezit van gnosis zou de menselijke ziel in staat stellen om terug te keren naar haar goddelijke oorsprong. Veel van deze elementen uit de gnostiek vindt men in de een of andere vorm ook terug in het hermetisme en het neoplatonisme.

### Middeleeuwen
Nadat het West-Romeinse Rijk was bezweken, werd Byzantium gedurende duizend jaar het belangrijkste kanaal voor het verspreiden van wat de hellenistische cultuur had voortgebracht. Ook via de Arabisch-islamitische cultuur werd kennis van de klassieke oudheid doorgegeven. Arabische geleerden raakten vanaf de 6e eeuw gefascineerd door klassieke geschriften over occulte wetenschappen zoals alchemie, astrologie en magie, en ontwikkelden een eigen hermetische literatuur. In de middeleeuwen waren alchemistische teksten praktisch niet in Europa voorhanden, tot ze in de 12e eeuw via de islam in Spanje werden geïntroduceerd. Ook invloedrijke teksten zoals de Tabula smaragdina en het magische werk Picatrix vonden in die periode hun weg naar christelijk Europa.
In de middeleeuwen kende men in Europa de zogeheten artes incertae, de 'onzekere kunsten'. Hiermee bedoelde men vakgebieden waarvan de werking en het resultaat niet met zekerheid konden worden vastgesteld. Voorbeelden hiervan zijn necromantie, natuurmagie, chiromantie (handleeskunde), droominterpretatie en voor sommigen ook astrologie. Dergelijke vakgebieden zou men nu als esoterisch aanduiden, maar eertijds werden ze serieus genomen. Ze konden wel controversieel zijn. Zo is gedurende de middeleeuwen altijd het nodige te doen geweest om de diverse vormen van magie om theologische redenen. De artes incertae behoorden niet tot het onderwijscurriculum van universiteiten. Met uitzondering van alchemie dat doorgaans werd gezien als een praktisch vak, behorend tot de artes mechanicae.

### Vroegmoderne tijd

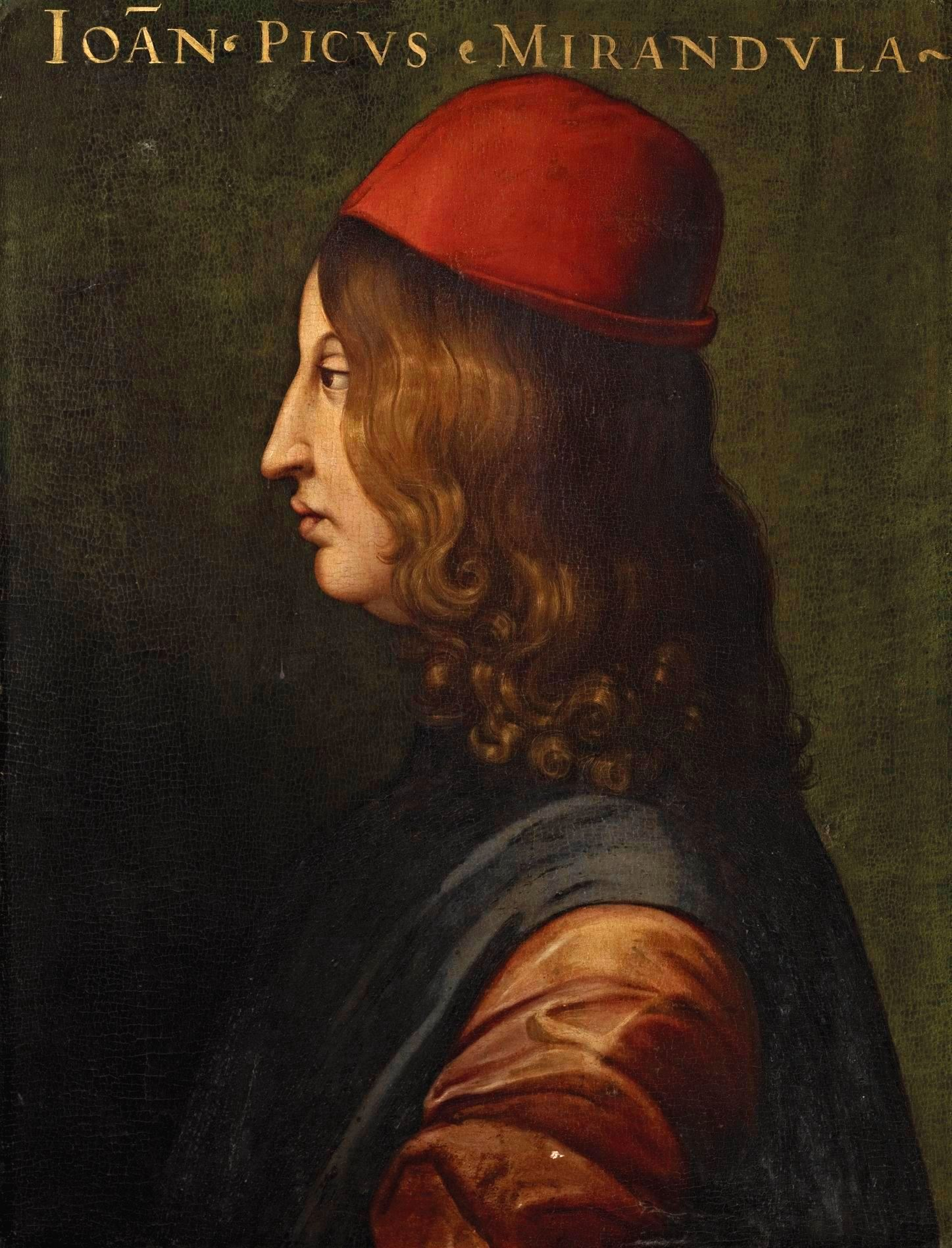
Giovanni Pico della Mirandola. Portret uit het Palazzo degli Uffizi

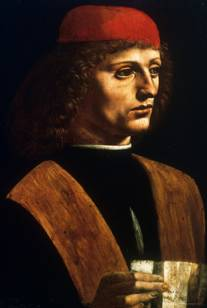
Marsilio Ficino geschilderd door Leonardo da Vinci

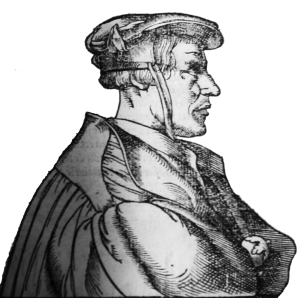
Cornelius Agrippa afgebeeld in De occulta philosophia libri tres, het werk dat de hermetisch-kabbalistische magie van della Mirandola en Ficino bekend maakte in Noord-Europa

#### Bloeitijd
In de vroegmoderne tijd nam de geletterdheid toe, werden klassieke bronnen ontsloten en raakten boekwerken dankzij de boekdrukkunst sneller en wijder verspreid. Tegelijk groeide de burgerij, die vaker opleiding genoot en behoefte had aan kennis, ontstond een mecenaat en verzwakten het kerkelijk gezag en het kerkelijke monopolie op kennis, vooral tijdens de reformatie. Deze factoren creëerden ruimte voor een bloei van verschillende tradities die tot de westerse esoterie gerekend worden.
In 1460 kreeg Cosimo de' Medici een Grieks handschrift met daarin het Corpus Hermeticum. Hij gaf de humanist Marsilio Ficino de opdracht het te vertalen. Op dat moment was Ficino al bezig met een vertaling van Plato's integrale oeuvre. De hermetische teksten bleken overeenkomsten te vertonen met platonische en stoïsche filosofie. Ficino vertaalde ook werk van neoplatonisten als Plotinus, Proclus en Jamblichus. Ficino's publicaties stimuleerden een wederopleving van het neoplatonisme en het hermetisme. Deze ontwikkeling leidde tot een verandering in kosmologisch denken die bepalend was voor vroegmoderne esoterie en wetenschap.

#### Autoriteit van antieke bronnen
De gangbare opvatting in de middeleeuwen was dat ouderdom aan een bron autoriteit verleende (Auctoritas). Als een klassieke auteur bijvoorbeeld iets vermeldde over handleeskunde of alchemie, dan had dit gevolgen voor de reputatie van deze stromingen in het middeleeuwse en vroegmoderne denken. Dat juist het hermetische geschrift Asclepius met zijn beroemde/beruchte passage over idolen de Latijnse middeleeuwen had overleefd, kwam omdat dit werk verbonden was met Apuleius, de vermeende auteur ervan. Evenzo valt te begrijpen waarom voor een neoplatonist als Ficino de noties philosophia perennis en Prisca theologia belangrijk waren. De eerste werd geïntroduceerd door Agostino Steuco (1497-1548) in De Perenni Philosophia, 1540. Die duidde op een traditie van overlevering via kopstukken als Hermes Trismegistus, Zoroaster ('uitvinder' van magie), Mozes, Orpheus, Pythagoras en Plato. Het tweede werd geïntroduceerd door Ficino zelf en duidde op de oorspronkelijke eenheid van alle religieuze en filosofische stelsels. Deze noties hielpen esoterische geschriften en denkbeelden een solide en respectabele basis te geven door hun ouderdom, zoals het geval was met (christelijke) kabbala. Voor de Hermetica kon dit, omdat men in het Corpus hermeticum (neo)platonische, stoïcijnse en Bijbelse invloeden zag, waaruit men concludeerde dat de 'auteur' ervan, Hermes, heel lang geleden geleefd moest hebben. Met zijn werk zou hij dan platonisme, stoïcisme en de profeten uit de Bijbel beïnvloed hebben.

#### Neoplatonisme op de voorgrond
Eeuwenlang was de leer van Aristoteles dominant in de filosofie. Die positie werd ter discussie gesteld door de neoplatonisten. Vooral Ficino's geschriften hadden grote invloed. Hij had volgelingen zoals Giovanni Pico della Mirandola (1463-1494), die geïnteresseerd was in kabbala en voor het eerst een christelijke variant ervan ontwikkelde. Een andere aanhanger was Ludovico Lazzarelli (1447-1500), die hermetische filosofie benutte voor andere vormen van magie. Een invloedrijke volgeling van Ficino was Heinrich Agrippa von Nettesheim (1486-1535), schrijver van het magisch-occulte De occulta philosophia libri tres uit 1533. Voor magie vond hij, evenals anderen, een theoretische basis in neoplatonische natuurfilosofie. Hij stelde de kosmos namelijk voor als bestaande uit drie lagen: bovenhemels, hemels en natuurlijk. Daarbij zou de aardse wereld goddelijke ideeën ontvangen die neerstralen vanaf de planeten en sterren.
Daarmee beïnvloedde hij op zijn beurt andere esoterici. Zo raakten auteurs als John Dee (1527-1608) en Elias Ashmole (1617-1692) ervan overtuigd dat kennis van de astronomie belangrijk is voor diverse occulte bezigheden. Door met de hogere sferen rekening te houden bij het uitvoeren van alchemistische en magische praktijken, zou een beter resultaat verkregen kunnen worden. Dit komt feitelijk neer op het navolgen van het hermetische principe 'zo onder, zo boven'. Omdat de kosmos door sommige neoplatonisten werd voorgesteld als sympathetisch geheel, werd het voor onder anderen Dee zinvol tradities als numerologie, natuurfilosofie, alchemie, astrologie en magie met elkaar te verbinden om een nieuwe, algemene theorie te ontwikkelen waarmee de werkelijkheid gepeild kon worden. Dit deed hij in zijn Monas hieroglyphica uit 1564.
Een andere neoplatonist die de positie van Aristoteles ondermijnde was Francesco Patrizi (1529-1597). In diens Nova de universis philosophia (1591) bezorgde hij bijvoorbeeld een editie van het Corpus hermeticum als onderdeel van zijn aanval op Aristoteles.

#### 17e eeuw: nieuwe ideeën
Na de reformatie zagen rozenkruisersmystiek, theosofie en vrijmetselarij het licht als takken van de brede spirituele stroming die renaissancehumanisten hadden herontdekt. Het geheime genootschap van de Rozenkruisers werd begin 17e eeuw opgericht door de legendarische Christian Rosenkreutz. De christelijke theosofie werd ontwikkeld door Jacob Boehme, als reactie tegen de strenge orthodoxie van de lutherse leer.

### 18e-eeuwse Tegen-Verlichting
Al werd het intellectuele debat in de 18e eeuw beheerst door rationalisme en liberale denkbeelden die leidden tot de Verlichting, er was ook een tegenbeweging. Duitse historici spreken zelfs van een "anti-Aufklärung", waarmee ze de snelle verspreiding van vrijmetselarij, piëtisme en de neo-rozenkruiserstroming in Duitsland bedoelen. Deze term Tegen-Verlichting werd gemunt door Isaiah Berlin om denkstromingen te benoemen die zich verzetten tegen de denkbeelden van de Verlichting.
Er ontstond een groei van geheime genootschappen in met name Frankrijk en Duitsland. Met aanhangers in bijna elk land waar zij niet officieel verboden was, vormde de vrijmetselarij het grootste geheime genootschap ter wereld. Vanuit enkele loges ontwikkelde zich de moderne symbolische of speculatieve vrijmetselarij, die in de 17e en 18e eeuw de rituelen en attributen van oude religieuze orden en ridderlijke broederschappen adopteerde. De nauwkeurig bewaarde geheimen over deze rituelen en symbolen plaatsen de vrijmetselarij in de traditie van het westers esoterisme. Een berucht aanhanger van de vrijmetselarij was de Italiaanse avonturier en magiër graaf Cagliostro (1743–1795).
Ook het illuminisme keerde zich, aan het einde van de 18e eeuw, tegen het materialisme en droeg binnen het christendom het geloof uit in een bijzondere persoonlijke illuminatie (verlichting). De Franse visionaire filosoof Louis-Claude de Saint-Martin, beïnvloed door Emanuel Swedenborg, was een van de belangrijkste exponenten van deze stroming.

### 19e-eeuws occultisme

Het Rozenkruis, gedragen door leden van de Golden Dawn bij magische handelingen

De twee belangrijkste stimuli tot vernieuwing van de 19e-eeuwse westerse esoterie kwamen uit het 18e-eeuwse werk van de Zweedse wetenschapper en mysticus Emanuel Swedenborg en de Duitse arts Franz Anton Mesmer. Swedenborgs ideeën inspireerden in de 19e en 20e eeuw schrijvers over spiritualisme, metafysica en occultisme. Mesmer was de bedenker van het "dierlijk magnetisme", dat later bekend werd onder de naam mesmerisme. Vanuit het mesmerisme ontstond het spiritualisme dat in Europa en de VS omstreeks 1850 enorm populair werd als tijdverdrijf, met bewust opgewekte somnambulistische trances en seances met geesten (poltergeisten).
Vanaf de tweede helft van de 19e eeuw werden veel esoterische tradities uit de middeleeuwen en de renaissance herontdekt en aangepast door esoterici die 'een derde weg' zochten tussen het christendom en het positivisme van de moderne wetenschap. Eliphas Lévi was hiervan de voortrekker in Frankrijk. Met zijn boeken over magie en kabbala lag hij mee aan de basis van een heropleving van het occultisme. Daarin speelde ook Papus (Gérard Encausse) een grote rol. Bij de Engelstalige esoterici legde Helena Blavatsky met Isis Unveiled (1877) en The Secret Doctrine (1888) het fundament voor een nieuwe "occulte wetenschap" (zie volgende paragraaf). De Theosophical Society die zij in 1875 in New York oprichtte, speelde een belangrijke rol in het verspreiden van het esoterisch gedachtegoed. Latere leiders van de Society, namelijk Annie Besant (1847-1933) en Charles Webster Leadbeater (1854-1934), interpreteerden de moderne theosofie als een vorm van oecumenisch esoterisch christendom, resulterend in hun proclamatie van de Indiase Jiddu Krishnamurti (1895-1986) als de nieuwe wereldleraar. Rudolf Steiner gaf met zijn Anthroposophische Gesellschaft een meer christelijke interpretatie van de theosofie. In Engeland ontwikkelde de orde van de Golden Dawn een heel magisch systeem rond de kabbala en de sefirot, wat andere groepen inspireerde om ook eigen geheime ordes in het leven te roepen.
"Occulte wetenschappen"
In 1829 verscheen een boek van de dichter Eusèbe de Salverte met de titel "Des sciences occultes ou Essai sur la Magie, les prodiges et les miracles" (Occulte wetenschappen of Essay over Magie, magische en religieuze wonderen). Een alternatieve benaming voor 'occulte wetenschap' is 'geheime wetenschap' (zie Blavatsky), waarmee een wetenschap bedoeld wordt waarvan de inhoud slechts door ingewijden gekend wordt. Het begrip is nadien ook gemunt door Rudolf Steiner in zijn werk 'Geheimwissenschaft im Umriss' (Occulte wetenschap, een overzicht) uit 1909. Hierin vereenzelvigt hij het begrip occulte wetenschap met antroposofie en theosofie.
De termen 'occult' en 'occultisme' waren tot vrij recent gangbaar, maar zijn in het wetenschappelijk discours vervangen door de term esoterie. De benamingen occulte wetenschappen en geheime wetenschappen worden nu vooral geassocieerd met de 19e-eeuwse revival van esoterie. De benaming 'wetenschap' wekt daarbij vaak wrevel op bij moderne wetenschappers, omdat die ervan uitgaan dat de term moet beantwoorden aan het moderne begrip over wetenschap, dat alleen disciplines toelaat die de wetenschappelijke methode volgen.

### 20e en 21e eeuw
In Engeland ontstond omstreeks 1950 wicca of 'nieuwe hekserij'. In navolging daarvan verschenen andere neopaganistische stromingen zoals het Keltisch geïnspireerde moderne druïdisme en het Germaanse odinisme. Wat veel van deze neopaganistische groepen gemeen hebben, is een verlangen naar een hechtere band met de natuur en, daarmee samenhangend, de nadruk op een ecologisch meer bewuste levensstijl.
De tegencultuur van de jaren 60 en 70 vormde een vruchtbare bodem voor ideeën over een spirituele revolutie die de heersende cultuur zou transformeren en de mensheid zou binnenvoeren in het Aquariustijdperk. Deze ideeën bestonden reeds in theosofische kringen in Engeland en werden uitgedragen in de boeken van Alice Bailey (1880-1949) en haar volgelingen.
Een ander typisch kenmerk van 20e-eeuwse vormen van westers esoterisme is het syncretisch karakter: er wordt gewinkeld bij verschillende oudere esoterische tradities, die vervolgens in eigen rituelen en theorieën worden opgenomen. De term new age werd in de jaren 80 in de media gebruikelijk om allerlei alternatieve stromingen en ideeën aan te duiden die waren gevormd uit een mix van westerse en oosterse spiritualiteit.
Rond de millenniumwisseling ontstond een nieuw fenomeen: de ongekende verspreiding van esoterische ideeën via onder meer films, games, populistische literatuur en internet. Dit heeft geleid tot een popularisering van esoterische denkbeelden, waar commerciële bedrijven op inspelen door het uitbrengen van tijdschriften en het opzetten van betaalwebsites.

## Receptie in de academische wereld
Vanaf de klassieke oudheid zijn esoterische stromingen vrijwel steeds omstreden geweest. Westerse schrijvers die publiceerden over esoterische onderwerpen kwamen regelmatig in botsing met invloedrijke instanties als de Kerk en de academische gemeenschap. Om zich daartegen te verweren lieten ze esoterische werken vaak vergezeld gaan met polemische geschriften, zoals apologieën. Het is juist de uitkomst van die pennenstrijd die uiteindelijk heeft geresulteerd in wat men 'Westerse esoterie' is gaan noemen. Het gaat dus om een categorie die in dit discursief proces is ontstaan: een totaalsom van verworpen kennis waartegen zowel de mainstream christelijke cultuur als de moderne seculiere maatschappij hun identiteit hebben bepaald.

### Botsing met reguliere wetenschap
In de 18e eeuw, de tijd van de Verlichting, was er in de academische wereld geen ruimte voor stromingen als gnostiek, hermetica, alchemie, astrologie, magie, theosofie en mystiek. Alchemie gold bijvoorbeeld als irrationeel, frauduleus en bijgelovig. In die periode ontstond een categorie van ‘te verwerpen kennis’ tegenover geaccepteerde, wetenschappelijke kennis. In het verlengde hiervan spreekt de Duitse socioloog Max Weber (1864-1920) van een ‘onttovering van de wereld’. Omdat esoterische stromingen werden gezien als verwerpelijk werd er vanaf de 19e eeuw nagenoeg geen wetenschappelijk onderzoek naar gedaan.

### De categorieën magie, religie en wetenschap
In de 19e eeuw stelden wetenschappers zoals de Britse antropoloog James George Frazer de verhouding tussen magie, religie en wetenschap voor als liggend in elkaars verlengde. In The Golden Bough zette Frazer uiteen dat magie tot het vroegste stadium van de geestelijke ontwikkeling behoort, religie tot het tweede en positivistische wetenschap tot het laatste. Hun visie vloeide voort uit de oude westerse polemiek rondom esoterie. Deze ‘evolutionaire’ opvatting werd aan het eind van de 19e eeuw bekritiseerd door onder anderen Robert Ranulph Marett.
Een tweede criticus was Lynn Thorndike. In zijn beschrijving van wetenschapsgeschiedenis uit 1923 maakte hij onderscheid tussen magie en experimentele wetenschap. Voor hem is magie alles wat het tweede niet is: ‘alle occulte kunsten en wetenschappen, bijgeloof en folklore’. Naar zijn idee hebben beide een gezamenlijke ontwikkeling doorgemaakt en waren magiërs wellicht de eersten die experimenten uitvoerden. Daarom kan de geschiedenis van zowel magie als experimentele wetenschap beter worden begrepen als ze in samenhang worden bestudeerd.
Na de Tweede Wereldoorlog nam de kritiek op de evolutionaire zienswijze in hevigheid toe en kwalificeerden sommige critici de opvattingen als achterhaald. In de ogen van de Franse antropoloog Claude Lévi-Strauss is het wilde denken, waartoe hij het totemisme, magie en het mythische denken rekent, niet tegengesteld aan het wetenschappelijke denken van het moderne Westen, maar loopt er veeleer parallel aan: beide vertalen zintuiglijke indrukken in verstandelijke begrippen en beide geven betekenis aan de culturen waartoe ze behoren. Onderzoekers als Paul Kristeller, Ernst Cassirer en Eugenio Garin gaven aan dat de betekenis van het zogenaamde hermetisme van de renaissance voor de ontwikkeling van de moderne wetenschap en cultuur onderbelicht was gebleven.

### Herwaardering van academische studie
Academische studie van de westerse esoterie kreeg echter pas aan het eind van de 20e eeuw enige betekenis. Toonaangevend waren hierin Frances Yates en Antoine Faivre, later gevolgd door Nicholas Goodrick-Clarke, Kocku von Stuckrad, Lawrence M. Principe en W.J. Hanegraaff. De laatste is verbonden aan de Faculteit der Geesteswetenschappen aan de Universiteit van Amsterdam, de enige ter wereld die in een academische context een compleet onderwijsprogramma over westerse esoterie aanbiedt. Dit programma richt zich op 'de kritische historische en analytische studie van mystieke en esoterische stromingen in de westerse cultuur'.
Door toedoen van deze wetenschappers ontstond in de geesteswetenschappen de consensus dat esoterie een niet te negeren onderdeel van de cultuur is dat aandacht verdient naast bijvoorbeeld filosofie, religie en wetenschap: ze dient bestudeerd te worden in aansluiting op de studie naar de 'officiële pijlers' van het jodendom, christendom, de rationele filosofie en de moderne wetenschap. Esoterische tradities hebben namelijk sinds de oudheid tot en met de huidige tijd bestaan naast religie en wetenschap. Ze beïnvloeden elkaar en kennen alle hun eigen logica.